# ミス・ユニバース1998
ミス・ユニバース1998（Miss Universe 1998、第47回ミス・ユニバース世界大会）は1998年5月12日にアメリカ合衆国ハワイ州ホノルルのスタン・シェリフ・アリーナで開催された。最後にトリニダード・トバゴのウェンディ・フィッツウィリアムが優勝し、アメリカのブルック・マヘアラニ・リーから栄冠を授けられた。この年は81か国の代表が競った。日本はイネス・リグロンの会社が参入し、3年ぶりに奥村ナナが出場した。

## 最終結果

### 入賞者
| 最終結果             | 参加者 |
| -------------------- | --- |
| ミス・ユニバース1998 | - トリニダード・トバゴ – ウェンディ・フィッツウィリアム（Wendy Fitzwilliam）                                                                                      |
| 第2位                | - ベネズエラ – ベルスカ・ラミレス（Veruska Ramírez） |
| 第3位                | - プエルトリコ – ジョイス・ジロー（Joyce Giraud） |
| トップ5              | - コロンビア – シルビア・フェルナンダ・オルティス（Silvia Fernanda Ortiz） - アメリカ – ショーニー・ジェビア（Shawnae Jebbia）                                    |
| トップ10             | - ブラジル – ミケラ・マルキ - インド – リマライナ・ドゥスーザ - アイルランド – アンドレア・ロシュ - ロシア – アンナ・マロワ - 南アフリカ – ケリシュニー・ネイカー |

### 特別賞
- トルコ - ミス・コンジニアリティ（アスマン・クラウス）
- スロバキア - ミス・フォトジェニック（ウラジミラ・フレノフチコバ）
- トリニダード・トバゴ - ベスト・ナショナル・コスチューム（ウェンディ・フィッツウィリアム)